# Mark Dragunski
Mark Dragunski, nemški rokometaš, * 22. december 1970.
Leta 2004 je na poletnih olimpijskih igrah v Atlanti v sestavi nemške reprezentance osvojil srebrno olimpijsko medaljo.